# Рахимово
Рахимово (каз. Рахимов) — село в Мактааральском районе Туркестанской области Казахстана. Входит в состав Иржарского сельского округа. Код КАТО — 514463900.

## Население
В 1999 году население села составляло 231 человек (115 мужчин и 116 женщин). По данным переписи 2009 года, в селе проживало 268 человек (134 мужчины и 134 женщины).